# Copididonus fasciatus
Copididonus fasciatus är en insektsart som beskrevs av Keti Maria Rocha Zanol och Albino Morimasa Sakakibara 1984. Copididonus fasciatus ingår i släktet Copididonus och familjen dvärgstritar. Inga underarter finns listade i Catalogue of Life.